# Pokróvskoie (Tula)
Pokróvskoie (en rus: Покровское) és un poble de l'óblast de Tula, a Rússia, segons el cens del 2010 tenia 2 habitants.